# 成都蓉城足球倶楽部
成都蓉城足球倶楽部（せいとようじょうそっきゅうくらぶ）は、中華人民共和国の成都市をホームタウンとする、中国プロサッカーリーグ（中国超級）に加盟するプロサッカークラブ。

## 概要

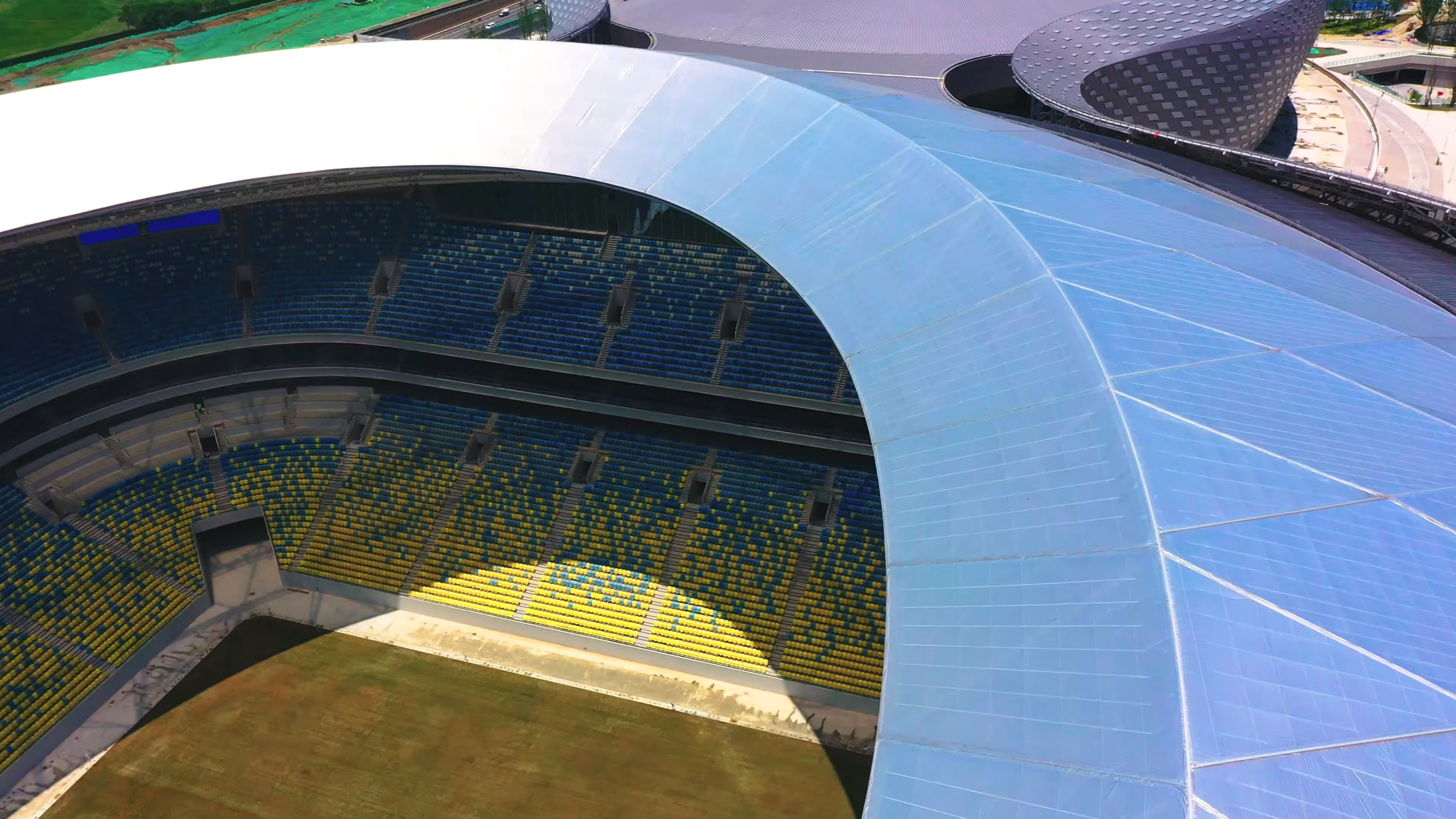
ホームスタジアム

2018年設立（当初のチーム名は成都興城）。前身である成都銭宝足球倶楽部が解散したため、同クラブの選手も一部継承してスタートした。
2019年の中国サッカー・乙級リーグで2位の成績を収めた。
2020年から中国サッカー・甲級リーグに昇格。
2021年に、中国サッカー協会のチーム名中性化要求に伴い、チーム名に親会社（成都興城投資集団）が含まれていたため、成都蓉城に改名（蓉は成都市の略称）
同年、元韓国代表の徐正源監督が就任。昇格/降格プレーオフで大連人を下し、トップリーグ昇格を決めた。
2022年からは中国サッカー・スーパーリーグに所属。新設のサッカー専用スタジアムである鳳凰山体育公園にホームを移した。元韓国代表の金民友、英国育ちの中華台北代表MF周定洋、ブラジル人FWサウダーニャらを擁して同年は5位に。
2023年は4位に。2024年は3位に入り、翌年のACL-E出場権を獲得した。

## 歴代監督
- ホセ・カルロス・グラネロ (2018–2020)
- 徐正源 (2021-)

## 所属選手

### スカッド（国内リーグ戦・カップ戦）
2025年7月22日現在
注：選手の国籍表記はFIFAの定めた代表資格ルールに基づく。
| No. | Pos. |                      | 選手名                                                   |
| --- | ---- | -------------------- | -------------------------------------------------------- |
| 1   | GK   | 中華人民共和国       | 蹇韜                                                     |
| 2   | DF   | 中華人民共和国       | 胡荷韜                                                   |
| 3   | DF   | 中華人民共和国       | 唐鑫                                                     |
| 4   | MF   | ポルトガル           | ペドロ・デルガド (山東泰山からレンタル移籍)（徳爾加多）★ |
| 5   | DF   | オランダ             | ティモ・レツヘルト                                       |
| 7   | FW   | 中華人民共和国       | 韋世豪                                                   |
| 8   | MF   | チャイニーズタイペイ | ティム・チョウ （周定洋）                                |
| 9   | FW   | ブラジル             | フェリペ                                                 |
| 10  | MF   | ブラジル             | ロムロ                                                   |
| 11  | DF   | イスラエル           | ヤハヴ・グルフィンケル                                   |
| 14  | GK   | 中華人民共和国       | 冉偉楓                                                   |
| 15  | MF   | 中華人民共和国       | 厳鼎皓                                                   |
| 16  | MF   | 中華人民共和国       | 楊明洋                                                   |
| 17  | DF   | 中華人民共和国       | 王東升                                                   |
| 18  | DF   | 中華人民共和国       | 韓鵬飛                                                   |

| No. | Pos. |                | 選手名                       |
| --- | ---- | -------------- | ---------------------------- |
| 19  | DF   | 中華人民共和国 | 董岩鋒                       |
| 22  | DF   | 中華人民共和国 | 李揚                         |
| 24  | FW   | 中華人民共和国 | 唐創                         |
| 25  | MF   | 中華人民共和国 | ムレヘマイティジャン・モザパ |
| 26  | DF   | 中華人民共和国 | 元敏誠                       |
| 28  | DF   | 中華人民共和国 | 楊帥                         |
| 32  | GK   | 中華人民共和国 | 劉殿座                       |
| 39  | MF   | 中華人民共和国 | 甘超                         |
| 45  | FW   | 中華人民共和国 | エズメット・ケイセル         |
| 47  | FW   | シエラレオネ   | イッサ・カロン               |
| 48  | FW   | 中華人民共和国 | 李漠雨                       |
| 49  | DF   | 中華人民共和国 | 徐虹                         |
| 55  | GK   | 中華人民共和国 | 彭浩宸                       |
| 58  | MF   | 中華人民共和国 | 廖栄祥                       |
| 59  | DF   | 中華人民共和国 | 王子騰                       |
| 60  | GK   | 中華人民共和国 | 唐梓程                       |

※：星印は、所属協会をまだ変更していない、あるいは変更できないが、すでに中華人民共和国国籍を取得している選手を示している。国内リーグ・カップ戦では外国人枠としてはカウントされない。
監督
- 徐正源

### ローン移籍選手
注：選手の国籍表記はFIFAの定めた代表資格ルールに基づく。
| No. | Pos. |                | 選手名                              |
| --- | ---- | -------------- | ----------------------------------- |
|     | MF   | 中華人民共和国 | 馮卓毅 (石家荘功夫)                 |
|     | MF   | 中華人民共和国 | 廖力生 (深圳新鵬城)                 |
|     | MF   | 中華人民共和国 | ムテリップ・イミンカリ (青島西海岸) |